# اسقف‌نشین ساتول و ناتینگهام
اسقف‌نشین ساتول و ناتینگهام (انگلیسی: Diocese of Southwell and Nottingham) بخشی تشکیل دهنده از استان یورک کلیسای انگلستان در کشور انگلستان است. این اسقف‌نشین که در سال ۱۸۸۴ میلادی تأسیس شده‌است شامل ۳۱۳ کلیسا می‌باشد و مرکز آن کلیسای جامع ساتول است.